# Квебекский трамвай

Проект, утверждённый в 2018 году

Квебекский городской трамвай — предлагаемая система легкорельсового транспорта в г. Квебек, сооружение которой планируется закончить к 2026 г.

## Конка
1863 - начало строительства конки, 1865 - пуск конки. 
Работала до 1897 года, когда на смену пришел электрический трамвай.

## Старая трамвайная сеть

Проект 2010 года (отменён).

Ранее трамвайная сеть существовала в городе Квебек с 1897 по 1948 год.

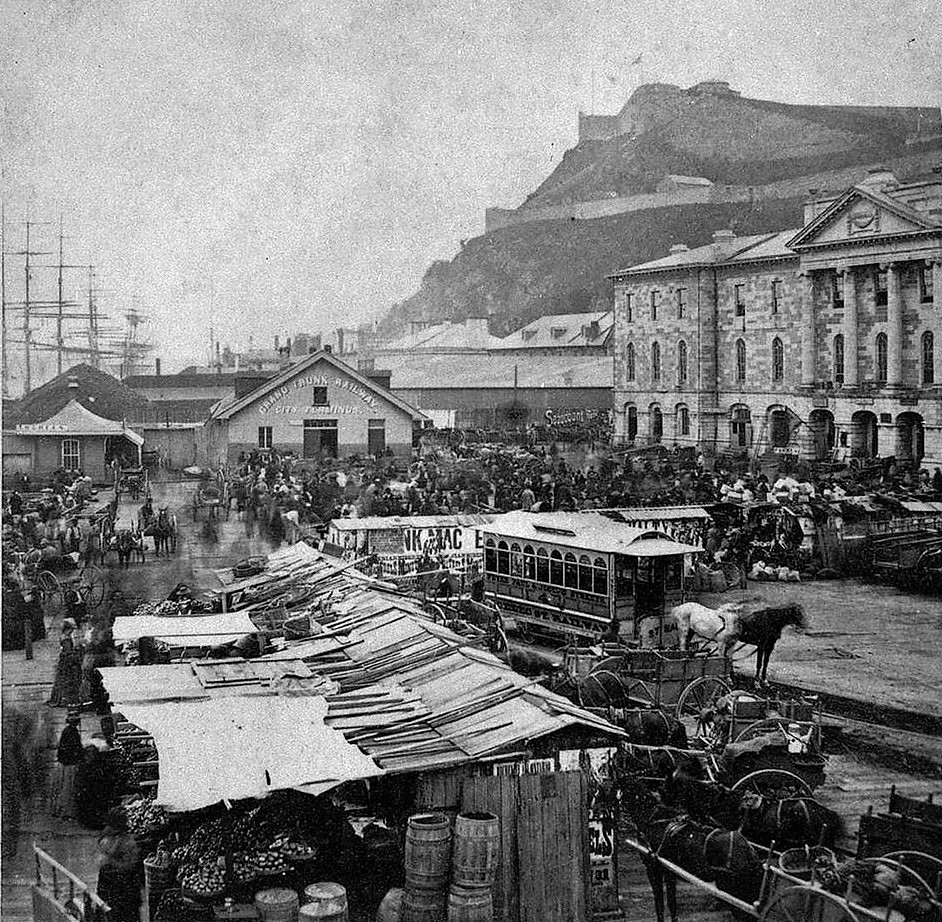
Рынок Шамплейн был конечной точкой первой линии трамвая.

С 1937 года росла популярность автобусов, которые вытесняли трамваи как средство транспорта. 26 мая 1948 года последняя линия, обслуживающая Сен-Совёр, была закрыта. 

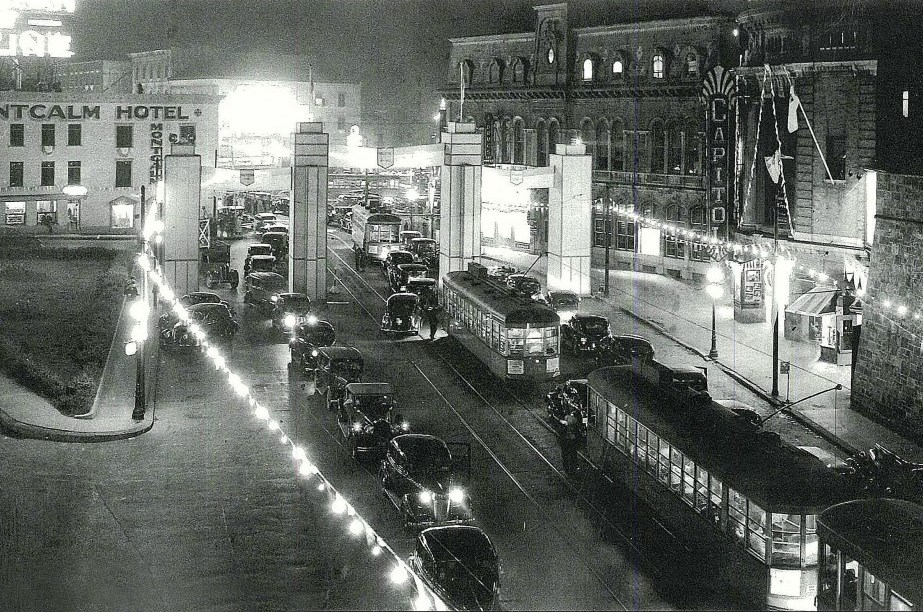
Трамваи на площади Д'Ювиль в 1938 году.
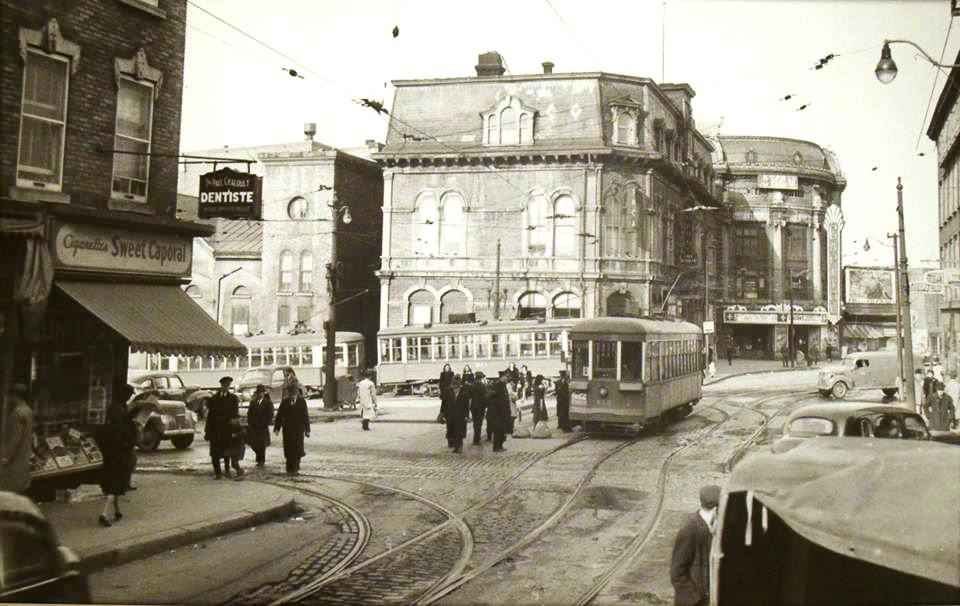
Трамваи на площади Д'Ювиль в 1944 году.
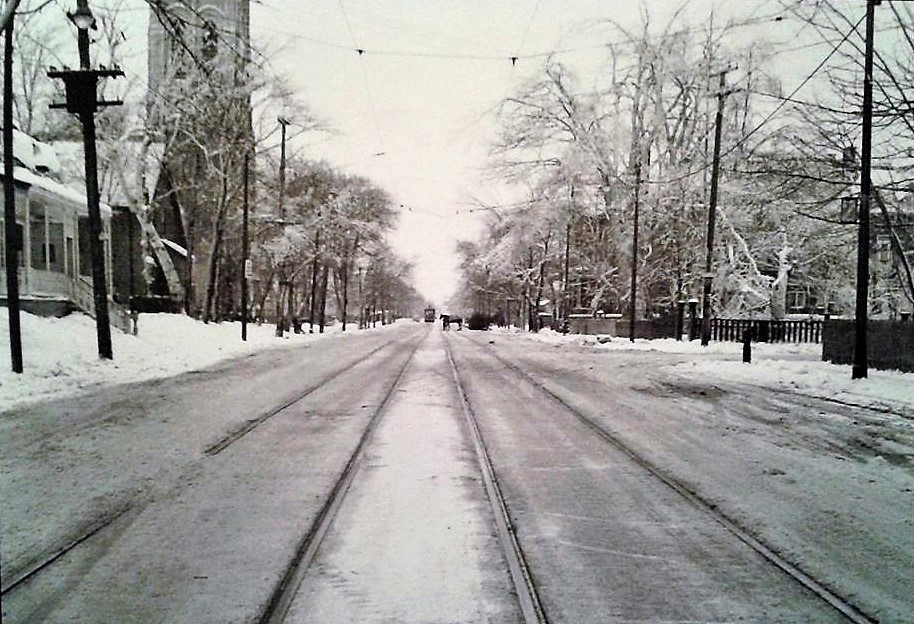
Рельсы, Grande Allée, 1945 год.
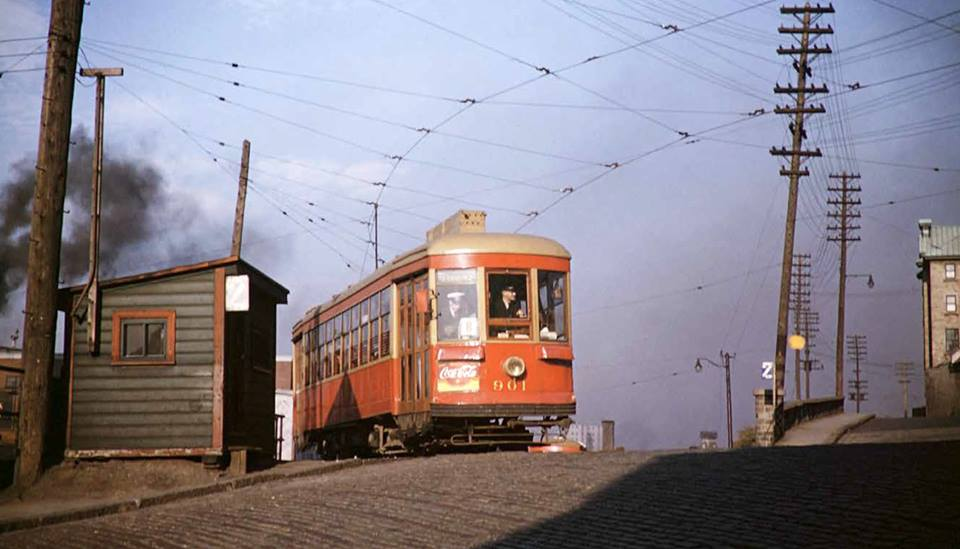
Маршрут 901, 1947 год.

## Проект 2010 года
10 июня 2010 года городской транспортный комитет рекомендовал построить две трамвайные линии стоимостью 1,5 млрд канадских долларов.
В 2015 году от этого проекта окончательно отказались в пользу скоростного автобусного сообщения (SRB). Автобусный проект, в свою очередь, был отменен в апреле 2017 года после того, как от участия в нём отказались муниципальные власти города Леви.

## Проект 2018 года
В декабре 2017 года, через несколько недель после ноябрьских муниципальных выборов, переизбранный мэр Режис Лабом заявил, что его предвыборное обещание о новой транспортной системе будет реализовано в виде линии легкорельсового транспорта. Текущий политический контекст позволял провинциальным и федеральным правительствам делать большие инвестиции в общественный транспорт, в отличие от проекта 2010 года.
В марте 2018 года городские власти вместе с правительством Квебека объявили о строительстве трамвайной линии протяженностью 23 км и стоимостью 3 млрд канадских долларов. Линия свяжет Шарльбур с Кап-Руж, проходя под Парламентским холмом Квебека через тоннель длиной 3,5 км. Частота обслуживания будет от 3 до 5 минут в пиковые периоды, от 10 до 15 минут в дневное время и в выходные дни. Пассажировместимость составит 260 человек на трамвай. Трамвай Квебека должен быть запущен в 2026 году.